# Rally Costa Brava de 1975
El Rally Costa Brava de 1975, oficialmente 23.º Rally Costa Brava, fue la vigésimo tercera edición, la cuarta cita de la  temporada 1975 del Campeonato de Europa de Rally y la primera de la temporada 1975 del Campeonato de España de Rally. Se celebró del 14 al 16 de febrero y contó con un itinerario de 334 km cronometrados.

## Clasificación final
| Pos. | Piloto              | Copiloto           | Automóvil                | Tiempo    | Diferencia |
| ---- | ------------------- | ------------------ | ------------------------ | --------- | ---------- |
| 1.   | Maurizio Verini     | Francesco Rossetti | Fiat 124 Abarth Rallye   | 4:05:00.3 | 0.0        |
| 2.   | Juan Carlos Pradera | Juan José Petisco  | Alpine-Renault A110 1800 | 4:10:46.0 | +5:45.7    |
| 3.   | Antonio Zanini      | Jordi Sabater      | SEAT 1430-1800           | 4:11:02.0 | +6:01.7    |
| 4.   | Walter Röhrl        | Jochen Berger      | Opel Ascona 1.9 SR       | 4:12:12.6 | +7:12.3    |
| 5.   | Andrzej Jaroszewicz | Janusz Wojtyna     | Fiat 124 Abarth Rallye   | 4:20:43.5 | +15:43.2   |
| 6.   | Eleuterio Serra     | Ana-María Mor      | SEAT 1430-1600           | 4:27:27.9 | +22:27.6   |
| 7.   | Claudi Caba         | Miguel Galofré     | Alfa Romeo 2000 GTV      | 4:46:48.1 | +41:47.8   |
| 8.   | Jacques Régis       | Chantal Argeliès   | Opel Ascona 1.9 SR       | 4:47:34.5 | +42:34.2   |
| 9.   | José María Jordá    | J. E. Monforte     | SEAT 1430-1600           | 5:00:26.7 | +55:26.4   |
| 10.  | Javier Olcina       | María Sargatal     | SEAT 1430-1600           | 5:06:22.2 | +1:01:21.9 |